# Euglypha
Euglypha – rodzaj Rhizaria z gromady Imbricatea. Należą do niego następujące gatunki:
- Euglypha alveolata[1]
- Euglypha ciliata[2]
- Euglypha cristata (Leidy, 1874)[2]
- Euglypha elongata Leidy[2]
- Euglypha loevis[2]
- Euglypha patella[2]